# 天主教圖阿馬西納總教區
天主教圖阿馬西納總教區（拉丁語：Archidioecesis Toamasinensis）是馬達加斯加一個羅馬天主教教省總教區，下轄四個教區。是該國五個總教區之一。

## 歷史
1935年6月18日設瓦圖曼德里宗座監牧區，1939年5月25日升為塔馬塔夫代牧區。1955年9月14日升為教區。1990年1月31日易名。2010年2月26日升為總教區。

## 現況
總教區2010年有教友616,984人（佔轄區總人口31.3%）、十九個堂區、四十七名司鐸。現任總主教為德西列·薩拉哈扎納樞機。